# Demetri el jove de Macedònia

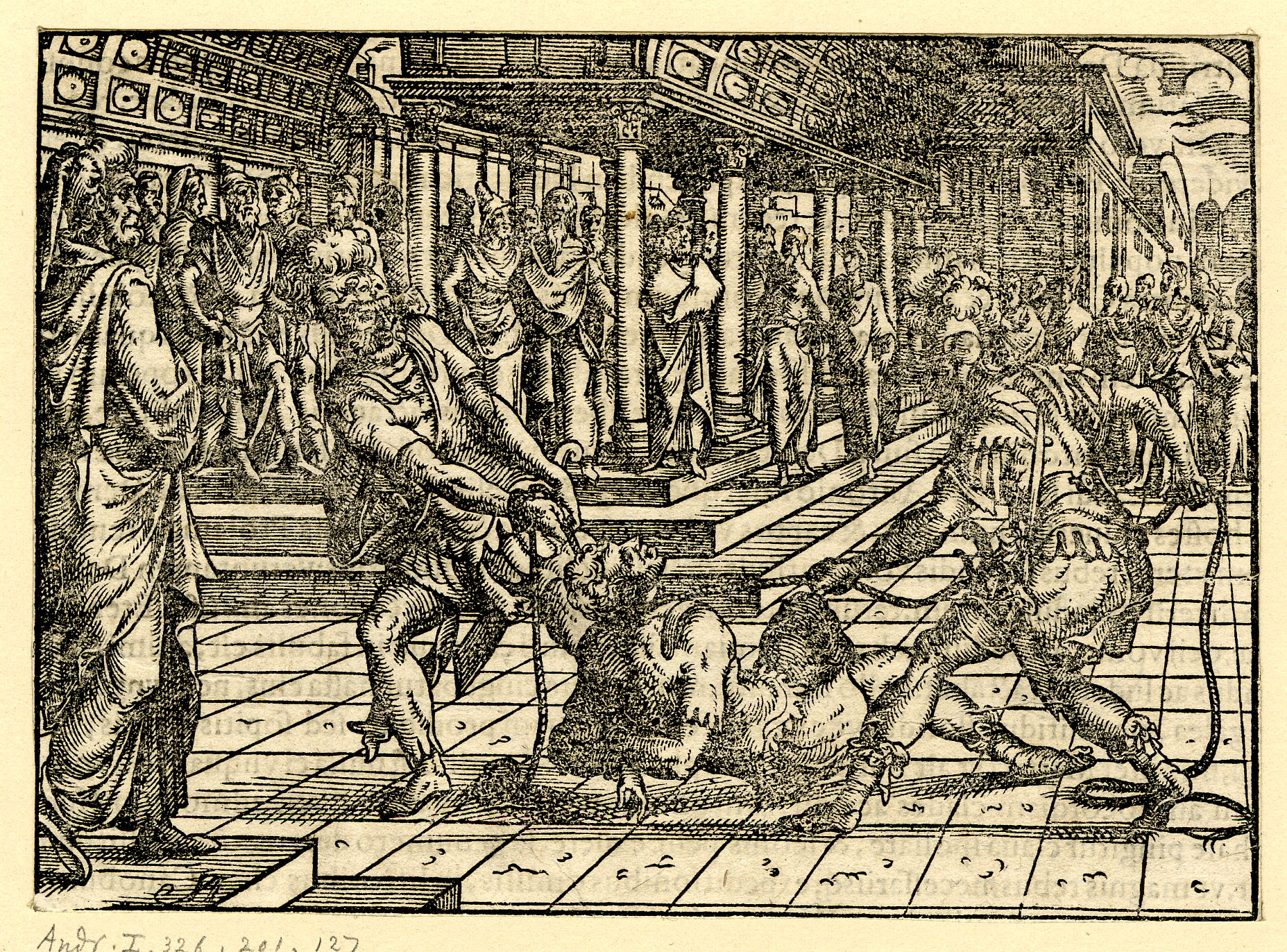
Representació de la mort de Demetri (segle XVI).

Demetri el jove (en llatí Demetrius, en grec antic Δημητριος) fou fill de Filip V de Macedònia, l'únic fill legítim amb la seva dona, ja que el fill gran, Perseu, era fill d'una concubina, segons explica Titus Livi.
Després de la batalla de Cinoscèfales, Filip va ser obligat a entregar Demetri a Flaminí com a ostatge i enviat a Roma (198 aC), com expliquen Livi i Polibi. Cinc anys després va ser retornat al seu pare amb tots els honors, després d'obtenir el favor romà per la seva cooperació en la guerra contra Antíoc III. Però aquesta situació no va durar gaire, ja que Filip es va veure assetjat per les maquinacions de Roma i les intrigues dels seus veïns.
Davant d'aquesta situació, Filip el va enviar altra vegada com ambaixador a Roma on va ser molt ben rebut, i el favor que li va mostrar el senat va posar en guàrdia al seu germanastre Perseu, designat hereu, que va sospitar que el seu germà el volia substituir com a rei arribada l'hora, amb l'ajut dels romans, cosa que segurament era la prevista pel senat romà quan va concedir els favors a Demetri, segons Polibi.
Sembla que Perseu va instigar un atemptat contra Demetri que va fallar i llavors va subornar a Dides, general macedoni amic de Filip, per llançar una acusació de traïció contra Demetri. Es van presentar unes suposades cartes dirigides a Flaminí, i Filip va haver de dictar ordre d'empresonament contra el seu fill, que va quedar sota la custòdia de Dides. Dides el va fer matar en secret, suposadament per ordre de Filip. A la seva mort tenia 26 anys.